# Croix-lez-Rouveroy
Croix-lez-Rouveroy is een dorp in de Belgische provincie Henegouwen, en een deelgemeente van de Waalse gemeente Estinnes.
Croix-lez-Rouveroy was een zelfstandige gemeente, tot die bij de gemeentelijke herindeling van 1977 toegevoegd werd aan de gemeente Estinnes.

## Demografische ontwikkeling
- Bronnen:NIS, Opm:1831 tot en met 1970=volkstellingen, 1976= inwoneraantal op 31 december

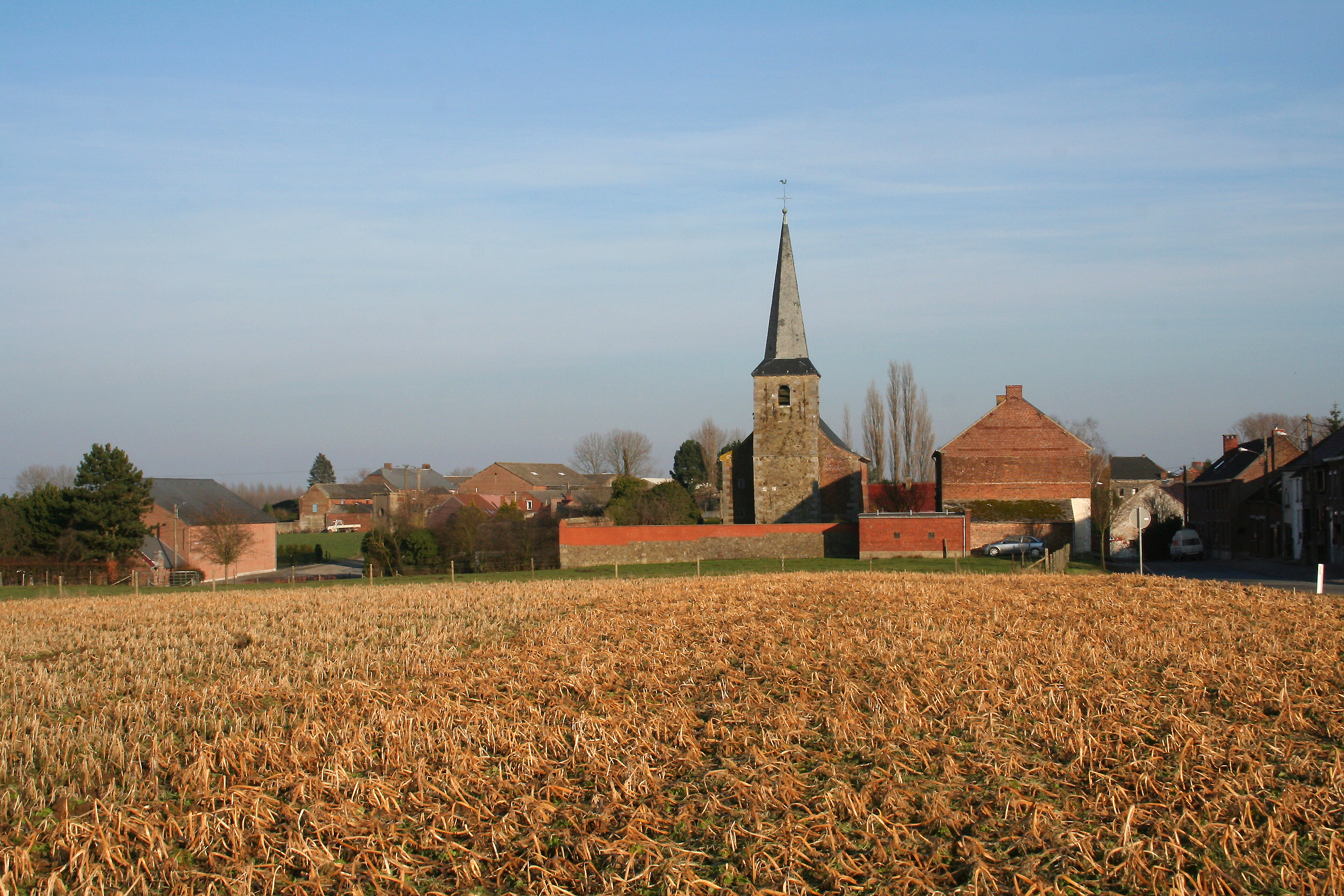
Zicht op Croix-lez-Rouveroy

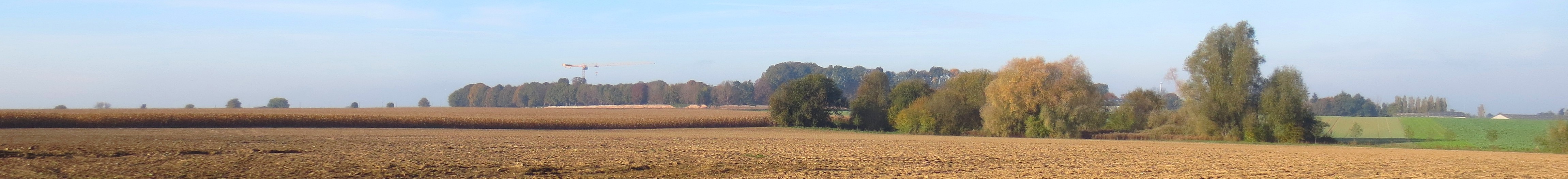
Panoramafoto van Croix-lez-Rouveroy

## Bezienswaardigheden
- De Église de la Sainte-Vierge